# Lutj smerti
Lutj smerti (ryska: Луч смерти, fritt översatt: Dödsstrålen) är en sovjetisk science fiction-film från 1925 regisserad av Lev Kulesjov.

## Handling
Filmen handlar om den sovjetiske ingenjören Podobed som har uppfunnit ett vapen som ska hjälpa till att besegra imperialisterna.

## Rollista
- Porfirij Podobed – Podobed
- Vsevolod Pudovkin – Revo
- Vladimir Fogel – Fog
- Aleksandra Chochlova
- Leonid Obolenskij – Chard